# 澳洲猴面包树
澳洲猴麵包樹（Adansonia gregorii），當地人稱boab，是猴面包树属的一種落葉喬木，分佈于西澳大利亞州金伯利到北領地的地區内，它是澳大利亞大陸唯一的一種猴麵包樹。樹高在5至15公尺之間，形狀與非洲的猴麵包樹基本相似，樹幹直徑可超過五公尺，果實可以食用。

## 外部連接
- .   [2017-11-17]. （原始内容存档于2017-03-11）. Photographs of the Australian Boab – Adansonia gregorii (Includes photographs of both prison trees).
- . State Library of South Australia.   [11 January 2012]. （原始内容存档于2018-10-05）. Photograph by M.E. McCombe ca.1917-1925.